# De aanslag
De aanslag (även känd som The Assault) är en nederländsk film från 1986 baserad på Harry Mulisch roman med samma namn och regisserad av Fons Rademakers. Filmen belönades med en Oscar för bästa utländska film samt en Golden Globe Award i samma kategori.

## Handling
År 1945 dödas Anton Steenwijks familj av nazisterna efter att en kollaboratör hittas död utanför familjens hus. Filmen pendlar mellan slutet av andra världskriget och nutid medan Steenwijk försöker ta reda på sanningen.